# Kagamino
Kagamino (jap. 鏡野町 Kagamino-chō) – miasto w Japonii, na wyspie Honsiu, w prefekturze Okayama. Według danych na rok 2020 miejscowość zamieszkiwało 12 062 mieszkańców , a gęstość zaludnienia wyniosła 28,7 os./km².